# Andalucia Tennis Experience
Andalucia Tennis Experience – kobiecy turniej tenisowy kategorii WTA International Series zaliczany do cyklu WTA Tour. Rozgrywany na kortach ziemnych w Marbelli w latach 2009–2011.

## Mecze finałowe

### gra pojedyncza kobiet
| Rok  | Zwyciężczyni       | Finalistka           | Wynik         |
| 2011 | Wiktoryja Azaranka | Irina-Camelia Begu   | 6:3, 6:2      |
| 2010 | Flavia Pennetta    | Carla Suárez Navarro | 6:2, 4:6, 6:3 |
| 2009 | Jelena Janković    | Carla Suárez Navarro | 6:3, 3:6, 6:3 |

### gra podwójna kobiet
| Rok  | Zwyciężczynie                                 | Finalistki                                     | Wynik          |
| 2011 | Nuria Llagostera Vives Arantxa Parra Santonja | Sara Errani Roberta Vinci                      | 3:6, 6:4, 10–5 |
| 2010 | Sara Errani Roberta Vinci                     | Marija Kondratjewa Jarosława Szwiedowa         | 6:4, 6:2       |
| 2009 | Klaudia Jans Alicja Rosolska                  | Anabel Medina Garrigues Virginia Ruano Pascual | 6:3, 6:3       |